# Оитуз (Констанца)
Оитуз (рум. Oituz) насеље је у Румунији у округу Констанца у општини Лумина. Oпштина се налази на надморској висини од 67 m.

## Становништво
Према подацима из 2002. године у насељу је живело 717 становника.

### Попис2002.
| Расподела становништва по националности 2002.‍ | Расподела становништва по националности 2002.‍ | Расподела становништва по националности 2002.‍ | Расподела становништва по националности 2002.‍ | Расподела становништва по националности 2002.‍ |
| --------------------------------------------- | --------------------------------------------- | --------------------------------------------- | --------------------------------------------- | --------------------------------------------- |
|                                               |                                               |                                               |                                               |                                               |
| Румуни                                        | Румуни                                        |                                               | 711                                           | 99,2%                                         |
| Немци                                         | Немци                                         |                                               | 6                                             | 0,8%                                          |